# Japanesque Rock Cure TV
『Japanesque Rock Cure TV』（ジャパネスク・ロック・キュア・ティービー）は、MUSIC ON! TVで2011年7月から放送されているヴィジュアル系を特集した音楽情報バラエティ。毎月更新。略称は「Cure TV」。

## 概要
ヴィジュアル系アーティスト専門の音楽雑誌『Cure』とのコラボ番組。
- 2011年7月23日に2ヶ月連続のスペシャル番組として「Japanesque Rock Cure TV Special Vol.1」を放送。翌月25日に第2弾「Japanesque Rock Cure TV Special Vol.2」を放送。
- 2011年10月22日より月1回更新のレギュラー放送開始。2012年4月4日の放送（リピート）をもって終了。
- 2013年4月23日より再び月1のレギュラー放送が復活。

## 放送時間
- 2011年10月22日 - 2012年4月4日（#3-8）
  - 初回放送：最終土曜 22:00〜22:30 / リピート放送：翌週火曜 25:00〜25:30 ほか
- 2013年4月23日 - 現在（#9- ）
  - 初回放送：毎月第4火曜 18:00 - 18:300 / リピート放送：翌日水曜 25:30〜25:30 ほか

## 出演
ナレーター
- 藤本結衣（palet）（2013年4月 - ）

## コーナー
- V-Artist Pick Up

番組が注目するアーティストのインタビューコーナー。第3〜6回は「THIS MONTH PICK UP ARTIST」のタイトルで毎回1組を特集。2013年4月からは現在のタイトルで「Side-A」「Side-B」と番組前半・後半に各1組ずつ紹介。
- V-Splash

フリーペーパー『Cure v-splash』で紹介されている次世代バンドをピックアップ。MVとともに新譜やライブの最新情報を告知。
- VV

「ブイブイ」。V系バンド1組を密着取材する。
- V-Tube

「ブイ・チューブ」。全国のV系アーティストが番組に投稿してきたバン宣動画(※)を紹介する。 ※バンド宣伝動画
- きゅんきゅんしちゃうぞ♥

アーティスト1人がカメラ目線でキュンキュンさせるセリフを言い放つ。

### 過去
- V散歩

毎回アーティスト1組が、何気ない街並みに溶け込んだV系スポットを訪れるロケ企画。
- COVER SHOT

『Cure』今月号の表紙を飾ったアーティストをピックアップ。最新MVとコメントVTRを紹介。
- めじゃ-×2イケ
- 「めじゃイケ」。インディーからメジャーにいったアーティストを紹介。メジャーになっての心境や活動についてインタビューする。

- Style Council

アーティスト1人をピックアップしたヴィジュアルメイクアップ講座。本人のメイクの様子を公開、アーティスト自らポイントを解説する。誌面連動企画。
- 全力飯

アーティストがフルメイク、フル衣装で一心不乱に飯を食う。
- Vさま

バンド参加型クイズ

## スタッフ
2013年4月〜現在
- 総合企画：長谷川龍司（ALTERNO）
- 企画協力：高橋わかな（Cure）、永井えみ（Cure）、平井綾子（Cure）
- 構成作家：高橋暁
- 編集・MA：Crazy TV
- ディレクター：タルイタカヨシ
- プロデューサー/ディレクター：平本拓夫（Turqoise.Rosco.）
- プロデューサー：坂一彦（M-ON! Entertainment Inc.）
- 演出：杭田浩輔（COFFY）
- エグゼクティブ・プロデューサー：夏野元嗣（Cure）、木内隆之（M-ON! Entertainment Inc.）
- 制作著作：MUSIC ON! TV

### 過去
- ナレーター：内川藍維
- 番組企画：小野孝光（Cure）、鈴木利佳（Cure）
- 構成作家：照井良平
- ディレクター：寺田泰（DELTRIBE）
- エグゼクティブ・プロデューサー：遠藤陽市（MUSIC ON TV!）

## 放送リスト
| No. | ＃ | 初回放送日     | 時間                | 備考                     | テーマ曲（上段：OP/下段：ED）                   |
| --- | -- | -------------- | ------------------- | ------------------------ | ----------------------------------------------- |
| 1   | 1  | 2011年7月23日  | （土）21:00 - 21:30 | スペシャル番組           |                                                 |
| 2   | 2  | 2011年8月25日  | （木）23:00 - 23:30 | スペシャル番組           |                                                 |
| 3   | 1  | 2011年10月22日 | （土）22:00 - 22:30 | レギュラー番組 （第1期） |                                                 |
| 4   | 2  | 2011年11月22日 | （火）25:00 - 25:30 | レギュラー番組 （第1期） |                                                 |
| 5   | 3  | 2011年12月24日 | （土）21:30 - 22:00 | レギュラー番組 （第1期） |                                                 |
| 6   | 4  | 2012年1月28日  | （土）22:00 - 22:30 | レギュラー番組 （第1期） |                                                 |
| 7   | 5  | 2012年2月25日  | （土）22:00 - 22:30 | レギュラー番組 （第1期） |                                                 |
| 8   | 6  | 2012年3月24日  | （土）22:00 - 22:30 | レギュラー番組 （第1期） |                                                 |
| 9   | 1  | 2013年4月23日  | （月）18:00 - 18:30 | レギュラー番組 （第2期） | DaizyStripper「STARGAZER」 己龍「悦ト鬱」       |
| 10  | 2  | 2013年5月28日  | （月）18:00 - 18:30 | レギュラー番組 （第2期） | MEJIBRAY「メサイア」 己龍「愛怨忌焔」           |
| 11  | 3  | 2013年6月25日  | （月）18:00 - 18:30 | レギュラー番組 （第2期） | HERO「答え合わせ」 花少年バディーズ「ブギウギ」 |